# نظم اقتصادية تعاونية

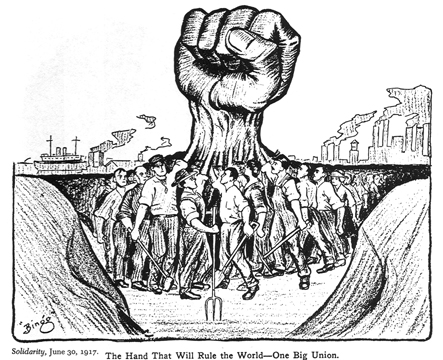

النظم الاقتصادية التعاونية مجال من مجالات الاقتصاد يتضمن دراسات تعاونية واقتصاد سياسي موجه نحو دراسة وإدارة الجمعيات التعاونية. 

## مقارنة بين الفيدرالية التعاونية والفردية التعاونية
دار الجدل التاريخي الرئيسي في الاقتصاد التعاوني بين الفيدرالية التعاونية والفردية التعاونية. يعتبر سكان قرية تعاونية أو بلدة كميونية المنتجين والمستهلكين لمنتجاتها في آنٍ واحد. أما بالنسبة للمؤسسات التعاونية غير الكوميونية فإن المنتجين والمستهلكين لمنتجاتها هما مجموعتان مختلفتان من الأشخاص، وعادة ما تمنح مجموعة واحدة فقط من هذه المجموعات وضع الأعضاء (أو الملاك المشتركين).
يمكننا تعريف أنماط مختلفة لمؤسسة الأعمال التعاونية: تعاونية المستهلكين التي تعتبر مستهلكي سلع وخدمات التعاونيات أعضاء (بما في ذلك تعاونيات الأغذية بالتجزئة، والاتحادات الائتمانية)، بالإضافة إلى تعاونيات العمال وتعاونيات المنتجين. في التعاونيات العمالية: ينظم المنتجين أو العمال الذين ينتجون أو يبيعون السلع والخدمات في جهد تعاوني هم أعضاء فيه. التعاونيات العمالية مملوكة لعمالها، على سبيل المثال: أصحاب المزارع. نادرًا ما تكون هذه المزارع مملوكة للعمال. (يعتبر البعض التعاونيات العمالية التي يملكها ويديرها أصحابها العاملين تعاونيات فئة ثالثة، وينظر البعض الآخر إليها على أنها فئة من فئات المنتجين.)
أدى ذلك بدوره إلى حدوث نقاش بين الأشخاص الذين يؤيدون تعاونيات المستهلكين (المعروفة باسم الفيدرالية التعاونية) وأولئك الذين يفضلون التعاونيات العمالية (التي يطلق عليها الفدراليون التعاونيات الفردية). 

### الفيدرالية التعاونية
الفيدرالية التعاونية هي مدرسة فكرية تفضل المجتمعات التعاونية الاستهلاكية. من مؤيديها ميتشيل وتشارليز غيد باول لامبارت وبياتريس ويب. ذكر داعمو الفيدرالية التعاونية أنَّ المستهلكين يجب أن يشكلوا جمعيات تعاونية بالجملة (اتحادات تعاونية يكون فيها جميع الأعضاء متعاونين، وُجد أفضل مثال تاريخي في المملكة المتحدة)، ويجب أن تقوم هذه الجمعيات بشراء المزارع أو المصانع. وقالوا أنَّ أرباح جمعيات البيع بالجملة هذه يجب أن تُدفع كأرباح للمشاركين الأعضاء وليس لعمالهم. 

## مدارس أخرى

### تعاونيات تجار التجزئة
تستخدم تعاونيات تجار التجزئة أيضًا مؤسسات الشركات كملّاك جماعيين للمنتج.

### الاشتراكية واللاسلطوية اليسارية
ينظر الاشتراكيون واليساريون مثل اللاسطلويين الشيوعيين واللاسلطويين النقابيين إلى المجتمع على أنه تعاون كبير، ويشعرون بأنَّ السلع التي ينتجها الجميع يجب أنَّ توزع بشكل عادل على جميع أعضاء المجتمع وليس بالضرورة من خلال السوق. يُعتبر جميع أعضاء المجتمع كمنتجين ومستهلكين. يفضل اشتراكيو الدولة الإدارة الحكومية للاقتصاد، بينما يفضل اللاسلطويون اليساريون والاشتراكيون الليبراليون الإدارة غير الحكومية إما محليًا أو من خلال النقابات والتعاونيات العمالية.
يؤمن مؤيدو الاشتراكية الخيالية أنه يمكن تحقيق الاشتراكية دون صراع طبقي وأنَّ التعاونيات يجب أن تشمل فقط أولئك الذين يختارون طوعًا المشاركة فيها. يُصنف بعض المشاركين في حركة الكيبوتس والمجتمعات المتعمدة الأخرى ضمن هذه الفئة.

### الكومنولث التعاوني
الهدف في بعض أدبيات الاقتصاد التعاوني هو إنشاء كومنولث تعاوني. وهو مجتمع يقوم على المبادئ التعاونية والاشتراكية. قدم علماء الاقتصاد التعاونيون الفيدراليون والأفراد وغيرهم فكرة توسيع نموذجهم الاقتصادي إلى حدوده الطبيعية كهدف لهم.
دعم هذا الهدف على نطاق واسع في الدوائر اليسارية في الولايات المتحدة الأمريكية وكندا في أوائل القرن العشرين. كان هذا الهدف أساسيًا لتكوين حزب اتحاد الكومنولث التعاوني في عام 1932، الذي أصبح أكبر حزب سياسي يساري في كندا، ويستمر حتى يومنا هذا كحزب ديمقراطي جديد. كان أيضًا مهمًا بالنسبة للمبادئ الاقتصادية لحزب العمال -المزارعين بالولايات المتحدة الأمريكية، لا سيما في فرع مينيسوتا، حيث شكلت الدعوة إلى كومنولث تعاوني الموضوع الرئيسي لمنصة الحزب منذ عام 1934، حتى دُمج فرع مينيسوتا مع الحزب الديمقراطي للدولة لتشكيل حزب الديمقراطيين والمزارعين والعمال في عام 1944.